# 杜布勒橋
杜布勒橋（法語：Pont au Double）是位於法國巴黎塞納河上的一座橋樑。杜布勒橋修建於1881年，是一座鐵質的拱橋。

## 外部連結
- （法文） French City Hall website （页面存档备份，存于）
- （法文） Structurae （页面存档备份，存于）
- Satellite view from Google Map